# Романска система
Романската система, наричана още Френска правна система, е институционна система на организация на гражданското право в рамките на Континенталната правна система. Системата е разпространена освен във Франция и Белгия, още ѝ в Испания, Италия, Румъния и страните от Латинска Америка. Португалия е реципирала някои правни институти от пандектната система и найната правна система не е чисто институционна.
Романската система дели систематично гражданското право, в разлика от пандектната, на три големи дяла:
- субекти
- имущества и
- способи за придобиването им от субектите.

Френската правна система е въведена с Френския граждански кодекс (1804/07) (определян като „гражданската конституция на френски език“, изменен и допълнен в началото на 2000 г.), известен също ѝ като Наполеонов кодекс, който предхожда с близо век Германския граждански законник (1896-1900).